# Application complètement positive
En mathématiques, une application positive entre deux C*-algèbres est une application linéaire qui est croissante, c'est-à-dire qui envoie tout élément positif (en) sur un élément positif. Une application complètement positive est une application telle que pour tout entier naturel k, l'application induite, entre les algèbres correspondantes de matrices carrées d'ordre k, est positive. Les applications complètement positives entre C*-algèbres de matrices sont classifiées par un théorème dû à Man-Duen Choi. Le « théorème de Radon-Nikodym de Belavkin (en) pour les applications complètement positives » est une généralisation algébrique en dimension infinie.

## Notions préliminaires
Pour tout entier naturel k, on note Mk(ℂ) la C*-algèbre des matrices k × k à coefficients complexes et Ik désignera son application identité.
Toute application linéaire Φ : A → B entre deux C*-algèbres induit naturellement une application linéaire Ik⊗Φ, de Mk(ℂ)⊗A ≃ Mk(A) dans Mk(ℂ)⊗B ≃ Mk(B) :
{\displaystyle (I_{k}\otimes \Phi ){\begin{pmatrix}a_{1,1}&\cdots &a_{1,k}\\\vdots &\ddots &\vdots \\a_{k,1}&\cdots &a_{k,k}\end{pmatrix}}={\begin{pmatrix}\Phi (a_{1,1})&\cdots &\Phi (a_{1,k})\\\vdots &\ddots &\vdots \\\Phi (a_{k,1})&\cdots &\Phi (a_{k,k})\end{pmatrix}}.}
Φ est dite :
- positive si Φ(A+) ⊂ B+, c'est-à-dire si pour tout élément positif a de A, l'élément Φ(a) est positif dans B ;
- k-positive si l'application Ik⊗Φ est positive ;
- complètement positive si elle est k-positive pour tout k.

Si A est une algèbre de matrices Mn(ℂ), alors :
- les éléments positifs de A sont les matrices positives, c'est-à-dire les matrices hermitiennes dont toutes les valeurs propres sont positives ;
- les Mk(A) sont elles-mêmes (à isomorphisme près) des algèbres de matrices : Mk(ℂ)⊗Mn(ℂ) ≃ Mkn(ℂ).

Pour une application linéaire Φ : Mn(ℂ) → Mm(ℂ), on peut donc expliciter Ik⊗Φ en termes de matrices par blocs, et Φ est k-positive si et seulement si l'image par Ik⊗Φ de toute matrice positive est une matrice positive.
Par exemple, l'application T : M2(ℂ) → M2(ℂ) qui à toute matrice associe sa transposée est clairement 1-positive (c'est-à-dire positive) mais n'est pas 2-positive. En effet, la matrice suivante de M2(ℂ)⊗M2(ℂ) ≃ M4(ℂ) est positive :
{\displaystyle {\begin{pmatrix}{\begin{pmatrix}1&0\\0&0\end{pmatrix}}&{\begin{pmatrix}0&1\\0&0\end{pmatrix}}\\{\begin{pmatrix}0&0\\1&0\end{pmatrix}}&{\begin{pmatrix}0&0\\0&1\end{pmatrix}}\end{pmatrix}}={\begin{pmatrix}1&0&0&1\\0&0&0&0\\0&0&0&0\\1&0&0&1\end{pmatrix}}}
mais son image par I2⊗T est
{\displaystyle {\begin{pmatrix}{\begin{pmatrix}1&0\\0&0\end{pmatrix}}^{\rm {T}}&{\begin{pmatrix}0&1\\0&0\end{pmatrix}}^{\rm {T}}\\{\begin{pmatrix}0&0\\1&0\end{pmatrix}}^{\rm {T}}&{\begin{pmatrix}0&0\\0&1\end{pmatrix}}^{\rm {T}}\end{pmatrix}}={\begin{pmatrix}1&0&0&0\\0&0&1&0\\0&1&0&0\\0&0&0&1\end{pmatrix}},}
qui n'est pas positive puisque son déterminant vaut –1.

## Théorème de Choi
À toute application linéaire Φ : Mn(ℂ) → Mm(ℂ) on associe sa « matrice de Choi » CΦ ∈ Mn(ℂ)⊗Mm(ℂ) ≃ Mnm(ℂ), définie par
{\displaystyle C_{\Phi }=(I_{n}\otimes \Phi )(\sum _{i,j}E_{i,j}\otimes E_{i,j})=\sum _{i,j}E_{i,j}\otimes \Phi (E_{i,j}),}
où les Ei,j sont les unités matricielles formant la base canonique de Mn(ℂ).

Pour toute application linéaire Φ : Mn(ℂ) → Mm(ℂ), les propositions suivantes sont équivalentes :
1. Φ est n-positive ;
2. la matrice CΦ est positive ;
3. Φ est complètement positive.

## Conséquences

### Opérateurs de Kraus
Dans le contexte de la théorie de l'information quantique, les Vi permettant d'écrire l'application complètement positive Φ, dans la preuve du théorème de Choi, sous la forme
{\displaystyle \Phi (A)=\sum _{i=1}^{nm}V_{i}AV_{i}^{*},}
sont appelés « les » opérateurs de Kraus de Φ (d'après Karl Kraus) mais une telle famille n'est pas unique. Par exemple toute décomposition de la matrice (positive) de Choi sous la forme CΦ = B* B — sans que B soit nécessairement positive, c'est-à-dire égale à l'unique racine carrée positive de CΦ — donne une famille d'opérateurs de Kraus. En effet, en notant b1, … , bnm les colonnes de B*, la matrice CΦ est la somme des bi bi* et une telle écriture fournit, comme dans la preuve du théorème de Choi, une famille d'opérateurs de Kraus pour Φ.
La famille d'opérateurs de Kraus particulière obtenue à partir de la décomposition spectrale de CΦ — avec vecteurs propres deux à deux orthogonaux — est constituée de matrices deux à deux orthogonales pour le produit scalaire de Hilbert-Schmidt.
Si deux familles d'opérateurs de Kraus (Ai)1nm et (Bi)1nm représentent la même application complètement positive Φ, il existe une matrice unitaire d'opérateurs U ∈ Mnm(Mm(ℂ)) telle que
{\displaystyle A_{i}=\sum _{j=1}^{nm}U_{i,j}B_{j}.}
C'est un cas particulier du lien entre deux représentations de Stinespring (en) minimales.
Il existe alors aussi une matrice unitaire de scalaires u ∈ Mnm(ℂ) telle que
{\displaystyle A_{i}=\sum _{j=1}^{nm}u_{i,j}B_{j}.}
Cela résulte du fait que pour deux matrices carrées M et N, M M* = N N* si et seulement s'il existe une matrice unitaire U telle que M = N U (voir Décomposition polaire).

### Applications complètement copositives
L'application Φ est dite complètement copositive si sa composée Φ∘T par l'application de transposition est complètement positive. D'après le théorème de Choi, c'est le cas si et seulement si Φ est de la forme
{\displaystyle \Phi (A)=\sum _{i}V_{i}A^{\rm {T}}V_{i}^{*}.}

### Applications préservant l'hermiticité
La technique de Choi peut être utilisée pour caractériser, de façon analogue, une classe plus générale d'applications linéaires : celles qui préservent l'hermiticité, c'est-à-dire qui envoient tout élément autoadjoint sur un élément autoadjoint. Pour une application Φ : Mn(ℂ) → Mm(ℂ), cela revient à dire que Φ envoie toute matrice hermitienne sur une matrice hermitienne, et l'on démontre qu'il en est ainsi si et seulement si Φ est de la forme
{\displaystyle \Phi (A)=\sum _{i}\lambda _{i}V_{i}AV_{i}^{*}}
avec des λi réels. On peut choisir pour λi les valeurs propres de CΦ et pour Vi les matrices correspondant à des vecteurs propres associés.